# Тиффани, Чарльз Льюис
Чарльз Льюис Тиффани (англ. Charles Lewis Tiffany; 15 февраля 1812, Киллингли, штат Коннектикут, США — 18 февраля 1902, Йонкерс, Нью-Йорк, США) — лидер в области американской торговли ювелирными изделиями XIX века, основатель компании Tiffany & Co Является создателем первого розничного каталога в Америке и основоположником английских стандартов стерлингового серебра и платины.

## Биография

### Детство
Чарльз родился в Киллингли, штат Коннектикут в семье процветающего текстильного фабриканта Комфорта Тиффани и его жены Хлои Дрейпер Тиффани. Семья Тиффани происходит от иммигранта Хамфри Тиффани (1630-1685), который жил в колонии Массачусетского залива в 1660 году. Несмотря на полное отсутствие у его родителей финансовых проблем, Чарльз уже в раннем возрасте стремился зарабатывать деньги. Начиная с 15 лет он каждый день после школьных занятий бегал на работу в бакалейную лавку отца, а уже в 18-летнем возрасте управлял отцовской мельницей. Своё первое образование Чарльз получил в уездном училище, а затем в академии города Плейнфилда, в штате Коннектикут.

### Карьера
В 1837 году, будучи 25-летним молодым человеком, Чарльз занимает у своего отца 1000 долларов США и вместе со своим школьным товарищем Джоном Б. Янгом и будущей женой Харриет Оливией Авени Янг (сестрой Джона) перебирается в Нью-Йорк. Здесь 18 сентября они открывают небольшой магазин канцелярских изделий и сувениров, назвав его «Тиффани и Янг» (Tiffany & Young). В первый день работы выручка от продаж составила 4,98 долларов США, и тем не менее магазин продолжает работать и уже через два года в его ассортименте можно найти изделия из стекла, фарфора, столовые приборы, часы, а так же ювелирные изделия.
Несмотря на небольшой доход за первый рабочий день, «Тиффани & Янг» вскоре начинают процветать. Этому послужило соперничество жителей Нью-Йорка из-за различных редких и экзотических находок, в том числе за бронзовые антикварные вещи из Индии, нежный китайский фарфор и новейшие французские аксессуары. Чарльзу Тиффани удается обходить конкурентов путём закупки столь желанных на то время товаров непосредственно с кораблей, возвращающихся в Нью-Йорк и Бостон из иностранных портов.
Для своего дела Чарльз выбрал философию, выраженную следующими словами: «хороший дизайн - хороший бизнес». После падения режима Луи-Филиппа в 1840-х годах французские аристократы, спасаясь от политических потрясений, стремились обменять свои драгоценности на наличные деньги. Чарльз Тиффани увидел в этом прекрасные возможности и начал скупать великолепные бриллианты, рискуя капиталом своего молодого предприятия. Это привело к появлению в США крупных драгоценных камней, что не осталось незамеченным Американской прессой. Последняя окрестила Чарльза Тиффани званием «Короля бриллиантов».
В 1841 году магазин расширяется (к Чарльзу и Джону присоединяется Джей Л. Эллис) и изменяет своё название на «Тиффани, Янг и Эллис». За лавкой закрепляется репутация лучшего магазина, продающего богемское стекло и фарфор. В это же время начинается выпуск собственных украшений. В начале 1850-х годов Чарльз открывает множество ювелирных мастерских. В 1853 году Джон Янг покидает компанию, вследствие чего проводится её реорганизация. Компания сменяет название на «Tiffany & Co.» и открывает филиалы в Париже (1850) и Лондоне (1868). Центральный магазин переезжает на 5 авеню.
Для удовлетворения спроса викторианского общества в серебряных товарах, Чарльз Тиффани нанимает известного Нью-Йоркского ювелира (серебряных дел мастера) - Джона С. Мура. Ему было поручено сделать серебро равное английскомустерлингу - 92,5% чистого серебра и 7,5% других металлов. Впоследствии разработка компании Tiffany & Co. была принята в качестве стандарта США для серебра.
В 1861 году Чарльз лично знакомится с президентом Линкольном, который решил заказать для своей жены ювелирное украшение. Специально для Марии Линкольн было создано восхитительное ожерелье из жемчуга. В 1862 году, во время Гражданской войны в США, Чарльз и его компания поддерживает северян, снабжая армию оружием, продовольствием и медикаментами.
К середине 1860-х годов компания Чарльза являлась лидером на американском рынке серебра, но была мало известна в Европе. На Всемирной выставке в Париже 1867 года компания оспорила европейцев и получила главный приз за изделия из серебра. В первый раз американский дизайнерский дом был удостоен похвал иностранными жюри.
В 1870 году офис компании переезжает на Юнион-Сквер 15, Манхэттен. В это время Чарльз, как говорили, выглядел очень бойким и бодрым, совсем как в юности. В городе он всегда был одет в раскрытое пальто и носил высокую шелковую шляпу. За всю свою жизнь Чарльз Тиффани не пропустил ни одного рабочего дня по болезни.
Чарльз являлся приверженцем новаторских идей, что способствовало развитию бизнеса и укреплению статуса его компании. Одним из нововведений стало внедрение цветных драгоценных камней в ювелирные изделия. В 1876 году компания «Tiffany & Co.» приобрела исключительный турмалин от известного геммолога Джорджа Фредерика Кунца. Вскоре после этого д-р Кунц присоединился к ювелирному дому и сотрудничал с Чарльзом Тиффани в поиске лучших драгоценных камней в Америке и во всем мире для клиентов «Tiffany & Co.».
В 1877 году на алмазных копях Кимберли в Южной Африке был найден один из крупнейших и красивейших в мире алмазов - желтый бриллиант Тиффани. Чарльз выкупил камень весом в 287,42 карата за $18,000. Под руководством Джорджа Фредерика Кунца алмаз был огранен и уменьшился в весе до 128,54 карат, став обладателем 82 граней - беспрецедентное количество граней на то время.
В 1878 году на Всемирной выставке в Париже дом Тиффани получает высшие награды за серебро и ювелирные изделия, а Чарльз Тиффани награждается Крестом кавалера Ордена Почётного легиона. В результате этих достижений «Tiffany & Co.» получает статус императорской и королевской ювелирной компании, поставляя драгоценности коронованным особам Европы, а также Османскому султану, императору и императрице России и шаху Ирана.
За последние 20 лет жизни Чарльза его компания еще не раз получает наивысшие награды за свои изделия. Так происходит на Всемирной выставке в Париже в 1889 году, Всемирной выставке в Чикаго 1893 и 1900 года.
Одним из величайших достижений в жизни Чарльза является совместная работа с Томасом Эдисоном, результатом которой стало создание прожектора заливающего света и различных иных способов электрического освещения театров. Это сделало Бродвей и другие театральные шоу более популярными. Помимо этого Чарльз Тиффани был покровителем Метрополитен-музея и одним из основателей Нью-Йоркского общества изящных искусств.

### Смерть
Чарльз Тиффани умер в Йонкерсе, Нью-Йорк 18 февраля 1902 году в возрасте 90 лет. К этому моменту его компания оценивалась в более чем 2 миллиона долларов США и была признана наиболее заметной ювелирной компанией в Северной Америке.

## Личная жизнь
30 ноября 1839 года Чарльз женился на сестре Джона Б. Янга - Харриет Оливии Авени Янг (1816-1897). У них родилось шестеро детей: Чарльз Льюис Тиффани младший (р. 1842), Энни Оливия Тиффани Митчелл (р. 1844; прабабка американского дипломата Хайрама Бингхема IV), Луис Комфорт Тиффани (1848—1933), в будущем знаменитый художник по стеклу, Луиза Харриет Тиффани (р. 1856), Генри Чарльз Тиффани (р. 1858), и Бернетт Янг Тиффани (р. 1860).

## Награды
- Кавалер Ордена Почётного легиона, 1878 год[3]